# Ерих Ауербах
Ерих Ауербах (Берлин, 9. новембар 1892 — Волингфорд, 13. октобар 1957),био је предавач, теоретичар и историчар књижевности.

## Биографија
Докторат из филологије стекао је на Универзитету Грајсвалд, Немачка, 1921. године и радио као библиотекар у Пруској државној библиотеци. Свој научни рад је започео у немачком универзитетском граду Марбургу. Због прилика у предратној Немачкој, попут свог колеге Леа Шпицера, преселио се у Турску. Предавао је романску филологију на Државном универзитету у Истанбулу од 1935. до 1947. године. Затим одлази у САД. Тамо ће провести извесно време на Принстонском универзитету. После тога прелази на престижни Јел универзитет у Њу Хејвену на коме остаје до смрти.

## Књижевни рад
Објавио је следеће студије и књиге:
- Данте као песник земаљског света (1929),
- Француска публика 18. века (1933),
- Фигура,
- Нове студије о Дантеу (1944),
- Мимесис (1946),
- Четири расправе о историји француског образовања (у којима је обухватио период од Луја XIV и Паскала до Бодлера), (1958),
- Књижевни језик и публика у латинској позној антици и у средњем веку (1958).

Мимезис је Ауербахово централно теоријско дело, настало у егзилу готово без помоћне литературе и састоји се из деветнаест есеја - доцније је додат есеј о Сервантесу - о транзицијама античког, хришћанског и модерног реализма Хомера, Библије, Августина, Дантеа, Шилера, Флобера, Золе и Џојса. Одсуство критичке литературе нагнало је Ауербаха да се обрати папском нунцију Ронкалију, потоњем папи Јовану XXIII, да одобри приступ манастирској библиотеци у Галати. Управо у тој библиотеци настао је рукопис Мимезиса.